# Opcja sprzedaży

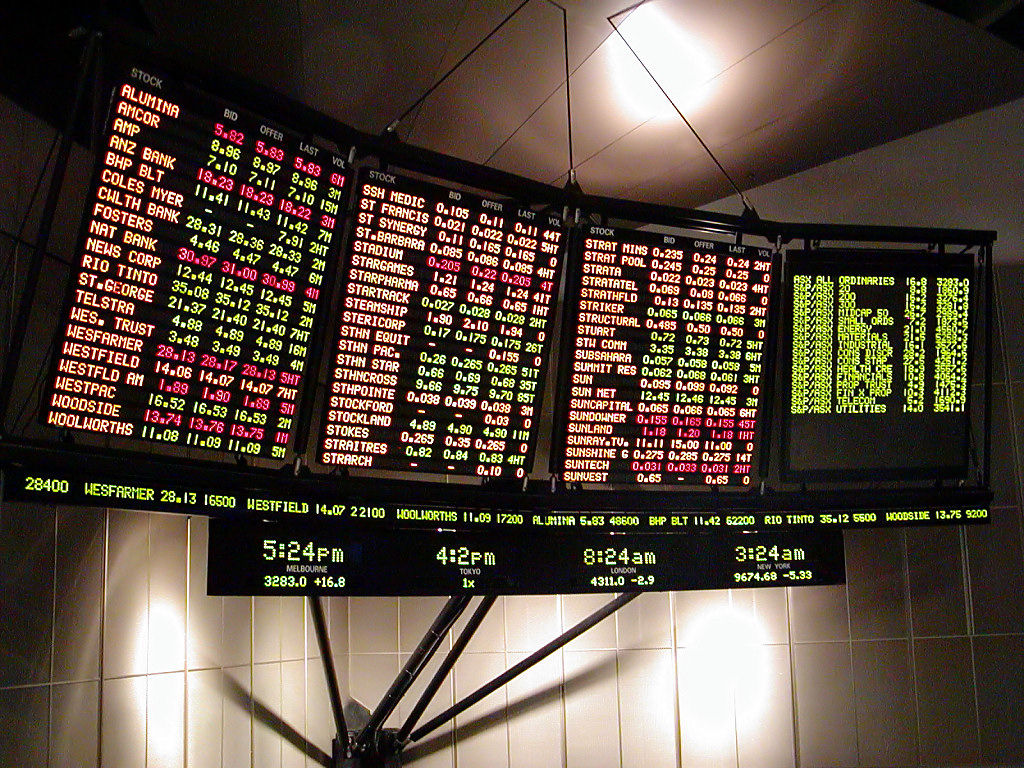
Monitory z ofertami opcji

Opcja sprzedaży (ang. put option lub krótko put) – kontrakt, w którym wystawca opcji gwarantuje nabywcy opcji prawo do sprzedaży instrumentu bazowego wystawcy opcji, po z góry ustalonej cenie.
Ważność opcji zwykle jest określana przez podanie konkretnej daty, zwanej datą wygaśnięcia (ang. expiration date) danej opcji. Cena, którą otrzyma posiadacz opcji sprzedaży w zamian za dostarczenie wystawcy instrumentu bazowego, nazywa się ceną wykonania (ang. strike price lub exercise price).